# Liste lateinischer und griechischer Wörter in der biologischen Systematik
Die Liste lateinischer und griechischer Wörter in der biologischen Systematik dient dem Verständnis wissenschaftlicher Namen von Organismen. Die binäre Nomenklatur und einige Namen für höhere Taxa, etwa für Ordnungen, basieren überwiegend auf dem Lateinischen und dem Altgriechischen.
Als Carl von Linné (1707–1778, auch „Carolus Linnaeus“ genannt) die Bücher veröffentlichte, die heute als Grundstock der binären Nomenklatur gelten, war in Westeuropa die Sprache der Wissenschaft Latein, und wissenschaftliche Namen waren lateinisch oder griechisch. Linné führte diese Praxis weiter.
Oft ist ein Gattungsname oder eine Artbezeichnung einfach das lateinische oder griechische Wort für das Lebewesen, so ist canis lateinisch für „Hund“. Diese Wörter sind in der Liste nicht aufgeführt, wenn sie nur in wenigen Taxa vorkommen. Die Begriffsliste enthält Wörter, die bei Arten verschiedener Gattungen wiederkehren.
Bei lateinischen Adjektiven sind drei Fälle zu unterscheiden: Wenn nur eine Endung angegeben ist, handelt es sich um ein einendiges Adjektiv – die angegebene Endung gilt für Maskulinum, Femininum und Neutrum (Beispiel: velox; Partizipien wie reptans). Wenn zwei Endungen angegeben sind, gilt eine für Maskulinum und Femininum, die andere für das Neutrum (Beispiele: acaulis, -e; borealis, -e). Bei dreiendigen Adjektiven sind alle drei Genusendungen angegeben.
Häufig werden lateinische und griechische Zahlwörter als Bestandteile des Art-Epithetons verwendet, wenn die Anzahl eines bestimmten Merkmals charakteristisch für eine Art ist. Die Zahlwörter werden daher vorab gelistet, in der alphabetischen Liste wird auf die numerische verwiesen.
Der Einfachheit halber sind teilweise nur die Wortstämme genannt.

## Wörterliste
Legende: L = Lateinisch, G = Griechisch

### 0–9
| Zahlwort | Latein/Griechisch                                     | Beispiele                                                                                          |
| -------- | ----------------------------------------------------- | -------------------------------------------------------------------------------------------------- |
| 1        | L un-; G hen ἕν                                       | Monotropa uniflora                                                                                 |
| 2        | L du(o), bi(s); G dyo, di(s) δύο, δίς                 | Dipodium punctatum                                                                                 |
| 3        | L tres, tria; G tria, tri(s) τρία, τρίς               | Dreizehenmöwe, Rissa tridactyla                                                                    |
| 4        | L quattuor; G tettares, tetra(kis) τέτταρες, τετράκις | Vierblättriges Nagelkraut, Polycarpon tetraphyllum; Landwirbeltiere, Tetrapoda                     |
| 5        | L quinque; G pente πέντε                              | Chalcides pentadactylus                                                                            |
| 6        | L sex; G hex ἕξ                                       | Ludwigia hexapetala                                                                                |
| 7        | L septem; G ἑπτά, ἑβδο-                               | Siebenpunkt-Marienkäfer, Coccinella septempunctata                                                 |
| 8        | L octo; G okto ὀκτώ                                   | Gewöhnlicher Krake, Octopus vulgaris                                                               |
| 9        | L novem; G ennea ἐννέα                                | Neunbinden-Gürteltier, Dasypus novemcinctus; Oxalis enneaphylla; Diamantbarsch Enneacanthus obesus |
| 10       | L decem; G deka δέκα                                  | Kartoffelkäfer, Leptinotarsa decemlineata; Nordischer Schleimkopf, Beryx decadactylus              |
| 11       | L undecim; G hendeka ἕνδεκα                           | |
| 12       | L duodecim; G dodeka δώδεκα                           | Dodecatheon hendersonii, Dodecatheon hendersonii                                                   |
| 13       | L tredecim; G τρεῖς καὶ δέκα                          | Dreizehnpunkt-Marienkäfer, Hippodamia tredecimpunctata                                             |
| 14       | L quattuordecim; G τέτταρες καὶ δέκα                  | |

### A
| Wort                    | Herkunft                  | Bedeutung           | Beispiele                                                                                                |
| ----------------------- | ------------------------- | ------------------- | --- |
| acaulis, -e             | G ἄκαυλος                 | stammlos            | Kochscher Enzian, Gentiana acaulis; Stängellose Kratzdistel, Cirsium acaule                              |
| acutus, -a, -um         | L                         | spitzig, zugespitzt | Spitzkrokodil, Crocodylus acutus; Spießente, Anas acuta                                                  |
| agrestis, -e            | L                         | vom Feld, wild      | Erdmaus, Microtus agrestis; Acker-Ehrenpreis, Veronica agrestis                                          |
| albus, -a, -um          | L                         | weiß                | Schneesichler, Eudocimus albus; Amerikanische Weiß-Eiche, Quercus alba; Weißbeerige Mistel, Viscum album |
| americanus, -a, -um     | L                         | amerikanisch        | Amerikanischer Schwarzbär, Ursus americanus                                                              |
| ampullatus, -a, -um     | L                         | flaschenförmig      | Nördlicher Entenwal, Hyperoodon ampullatus                                                               |
| angustifolius, -a, -um  | L                         | schmalblättrig      | Schmalblättrige Wicke, Vicia angustifolia; Schmalblättriger Hohlzahn, Galeopsis angustifolia             |
| anthropos               | G ἄνθρωπος                | Mensch              | Paranthropus                                                                                             |
| archaeo-                | G ἀρχαῖος, ἀρχαιο-        | urzeitlich, alt     | Archaeopteryx                                                                                            |
| arctos                  | G ἄρκτος                  | Bär                 | Grizzlybär, Ursus arctos horribilis; Echte Bärentraube, Arctostaphylos uva-ursi                          |
| argentatus, -a, -um     | L                         | silbern, silbrig    | Silbermöwe, Larus argentatus                                                                             |
| arvensis, -e            | L                         | vom Feld            | Feldlerche, Alauda arvensis                                                                              |
| astron, astro-, astero- | G ἄστρον, ἀστρο-, ἀστερο- | Stern               | Seesterne (Klasse), Asteroidea                                                                           |
| aureus, -a, -um         | L                         | golden              | Goldschakal, Canis aureus; Staphylococcus aureus (Bakterium)                                             |
| australis, -e           | L                         | südlich             | Südkaper, Eubalaena australis                                                                            |

### B
| Wort              | Herkunft         | Bedeutung             | Beispiele                                                     |
| ----------------- | ---------------- | --------------------- | ------------------------------------------------------------- |
| baccatus, -a, -um | L                | Beeren tragend        | Europäische Eibe, Taxus baccata                               |
| bi-               | L                | 2                     | Muscheln, Bivalvia                                            |
| blandus, -a, -um  | L                | schmeichelnd, lockend | Balkan-Windröschen, Anemone blanda                            |
| borealis, -e      | L                | nördlich              | Nördlicher Glattdelfin, Lissodelphis borealis                 |
| brachion          | G βραχίων        | Arm                   | Armfüßer, Brachiopoda (Tierstamm), Brachiopoda; Brachiosaurus |
| brachys, brachy-  | G βραχῦς, βραχυ- | kurz                  | Sattelkröten, Brachycephalidae (Familie)                      |
| bradys, brady-    | G βραδῦς, βραδυ- | langsam               | Dreifinger-Faultiere (Familie), Bradypodidae                  |
| branchia          | L, G βράγχια     | Kiemen                | Kiemenfußkrebse, Branchiopoda (Klasse)                        |
| brevis, -e        | L                | kurz                  | Silberwangenhornvogel, Bycanistes brevis                      |

### C
| Wort               | Herkunft | Bedeutung                   | Beispiele                                                                |
| ------------------ | -------- | --------------------------- | ------------------------------------------------------------------------ |
| caecus, -a, -um    | L        | blind                       | Blindmaulwurf, Talpa caeca                                               |
| caeruleus, -a, -um | L        | blau                        | Blaumeise, Cyanistes caeruleus; Blaue Passionsblume, Passiflora caerulea |
| canadensis, -e     | L        | kanadisch                   | Dickhornschaf, Ovis canadensis                                           |
| canus, -a, -um     | L        | grau(haarig), fahl          | Grauspecht, Picus canus                                                  |
| cauda              | L        | Schwanz                     | Schwanzmeise, Aegithalos caudatus                                        |
| caul-              | G καυλός | Stamm, Stängel              | Kochscher Enzian, Gentiana acaulis                                       |
| cephal-            | G κεφαλή | Kopf                        | Schwarzkopfmöwe, Larus melanocephalus                                    |
| chilensis, -e      | L        | chilenisch                  | Siebenfarben-Tangare, Tangara chilensis                                  |
| chloros            | G χλωρός | grün                        | Teichralle, Gallinula chloropus                                          |
| clavatus, -a, -um  | L        | keulenförmig                | Keulen-Bärlapp, Lycopodium clavatum                                      |
| cnem-              | G κνήμη  | Unterschenkel, (Schien)bein | Blaue Federlibelle, Platycnemis pennipes                                 |
| corax              | G κόραξ  | Krähe, Rabe                 | Kolkrabe, Corvus corax                                                   |
| coronatus, -a, -um | L        | gekrönt                     | Kronenmaki, Eulemur coronatus                                            |
| costatus, -a, -um  | L        | gerippt                     | Liniendornwels, Platydoras costatus                                      |
| crassus, -a, -um   | L        | dick                        | Bachmuschel, Unio crassus; Salz-Kresse, Lepidium crassifolium            |
| cristatus, -a, -um | L        | kammtragend                 | Erdwolf, Proteles cristatus                                              |
| crocos             | G κρόκος | gelb                        | Safran, Crocus sativus; Feldspitzmaus, Crocidura leucodon                |
| cyanos             | G κυανός | blau                        | Blauelster, Cyanopica cyana                                              |

### D
| Wort                | Herkunft           | Bedeutung                  | Beispiele                                                        |
| ------------------- | ------------------ | -------------------------- | ---------------------------------------------------------------- |
| dactylos            | G δάκτυλος         | Finger, Zehe               | Dreizehenmöwe, Rissa tridactyla                                  |
| deca                | G                  | 10                         |                                                                  |
| decem               | L                  | 10                         |                                                                  |
| decidua             | L                  | Laub abwerfend, sommergrün | Europäische Lärche, Larix decidua                                |
| derma               | G δέρμα            | Haut                       | Karbolegerling, Agaricus xanthoderma                             |
| di-                 | G                  | 2                          |                                                                  |
| dino-, deino-       | G δεινο-           | schrecklich                | Dinosaurier, Deinotherium                                        |
| dioicus, -a, -um    | G di 2, οἶκος Haus | zweihäusig                 | Große Brennnessel, Urtica dioica; Wald-Geißbart, Aruncus dioicus |
| diplo-              | G διπλο-           | doppelt                    | Diploglena capensis, Diploglena capensis                         |
| dodeca              | G                  | 12                         |                                                                  |
| dolicho-            | G δολιχο-          | verlängert                 | Anolis dolichocephalus, Anolis dolichocephalus                   |
| domesticus, -a, -um | L                  | Haus-, zahm                | Haussperling, Passer domesticus                                  |
| dorsum              | L                  | Rücken                     | Rückenstreifenwiesel, Mustela strigidorsa                        |
| dulcis, -e          | L                  | süß                        | Mandel, Prunus dulcis                                            |

### E
| Wort               | Herkunft   | Bedeutung                                             | Beispiele |
| ------------------ | ---------- | ----------------------------------------------------- | --- |
| eburneus, -a, -um  | L          | elfenbeinfarben                                       | Elfenbeinmöwe, Pagophila eburnea                                                                                |
| echinatus, -a, -um | G ἐχῖνος   | stachelig                                             | Procambarus echinatus, Procambarus echinatus; Pinus echinata, Pinus echinata                                    |
| echin-             | G ἐχῖνος   | Igel-; stachelig                                      | Bienen-Kugeldistel, Echinops sphaerocephalus; Echinopsis pachanoi                                               |
| edulis, -e         | L          | essbar                                                | Europäische Auster, Ostrea edulis; Gemeine Herzmuschel; Cerastoderma edule; Purpurgranadilla, Passiflora edulis |
| elatior, -us       | L          | größer, höher                                         | Hohe Schlüsselblume, Primula elatior; Gewöhnlicher Glatthafer, Arrhenatherum elatius                            |
| electro-           | G ἤλεκτρον | 1. bernsteinfarben 2. elektrisch (moderne Verwendung) | Plattschnabelmotmot, Electron platyrhynchum; Zitteraal, Electrophorus electricus                                |
| enanti             | G ἔναντι   | gegenüberliegend                                      | Enantiornithes                                                                                                  |
| ennea              | G          | 9                                                     | |
| ensatus, -a, -um   | L          | wie ein Schwert                                       | Dicamptodon ensatus (Familie Riesen-Querzahnmolche)                                                             |
| ensis              | L          | Langschwert                                           | Ensis minor; Juncus ensifolius                                                                                  |
| erectus, -a, -um   | L          | aufrecht                                              | Homo erectus ("aufrecht stehender Mensch"); Aufrechte Weißmiere, Moenchia erecta                                |
| erio-              | G ἔριον    | Woll-, wollig                                         | Schmalblättriges Wollgras, Eriophorum angustifolium                                                             |
| erosus, -a, -um    | L          | „abgenagt“, gezackt                                   | Yambohne, Pachyrhizus erosus; Stachelrand-Gelenkschildkröte, Kinixys erosa                                      |
| erythros, erythro- | G ἐρυθρός  | rot                                                   | Dunkler Wasserläufer, Tringa erythropus; Hunds-Zahnlilie, Erythronium dens-canis                                |

### F
| Wort                              | Herkunft | Bedeutung                     | Beispiele                                                                                            |
| --------------------------------- | -------- | ----------------------------- | --- |
| familiaris, -e                    | L        | geläufig; domestiziert, Haus- | Haushund, Canis lupus familiaris                                                                     |
| ferrugineus, -a, -um              | L        | rostig, rostfarben            | Rostblättrige Alpenrose, Rhododendron ferrugineum; Rostfarbener Teppichhai, Parascyllium ferrugineum |
| flavus, -a, -um                   | L        | gelb                          | Gelbe Schlauchpflanze, Sarracenia flava; Gelbhalsmaus, Apodemus flavicollis                          |
| flor-                             | L        | Blume                         | Immergrüne Magnolie, Magnolia grandiflora; Großblütige Waldlilie, Trillium grandiflorum              |
| foetidus, -a, -um                 | L        | stinkend                      | Stinkende Nieswurz, Helleborus foetidus                                                              |
| folium                            | L        | Blatt                         | Amerikanischen Buche, Fagus grandifolia                                                              |
| fulvus, -a, -um                   | L        | ocker, braun                  | Sibirischer Goldregenpfeifer, Pluvialis fulva; Gelbziesel, Spermophilus fulvus                       |
| fuscus, -a, -um fuscatus, -a, -um | L        | dunkel, dunkelbraun           | Rußseeschwalbe, Onychoprion fuscata; Notomys fuscus                                                  |

### G
| Wort                    | Herkunft   | Bedeutung    | Beispiele                                                                |
| ----------------------- | ---------- | ------------ | ------------------------------------------------------------------------ |
| gaster                  | G γαστήρ   | Magen; Bauch | Schwarzbäuchige Taufliege, Drosophila melanogaster                       |
| geo-                    | G γαία, γῆ | Erde         | Gemeiner Mistkäfer, Geotrupes [Erdbohrer] stercorarius; Geosiris aphylla |
| glaber, glabra, glabrum | L          | glatt, kahl  | Glatter Sumach, Rhus glabra; Lymnaea glabra (Schlammschnecke)            |
| glyc-                   | G γλυκύς   | süß          | Sojabohne, Glycine max                                                   |
| gyrinos                 | G γυρίνος  | Kaulquappe   | Gyrinophilus porphyriticus; Crassigyrinus; Proterogyrinus                |

### H
| Wort              | Herkunft        | Bedeutung        | Beispiele                                                                              |
| ----------------- | --------------- | ---------------- | -------------------------------------------------------------------------------------- |
| haemo-, haem-     | G αἷμα          | Blut             | Haemosporida; Haemophilus                                                              |
| halo-, hali-      | G ὁ ἄλς / ἡ ἅλς | salzig; vom Meer | Kegelrobbe, Halichoerus grypus; Seeohren, Haliotis                                     |
| haplo-            | G ἁπλόος        | einfach          |                                                                                        |
| hedra-            | G ἕδρα          | Sitz             |                                                                                        |
| heli-, helio-     | G ἥλιος         | Sonne            | Sonnenblume, Helianthus annuus; Sonnwend-Wolfsmilch, Euphorbia helioscopia             |
| hen               | G               | 1                |                                                                                        |
| hepta-, hebdo-    | G               | 7                |                                                                                        |
| hexa-             | G               | 6                | Thelocactus hexaedrophorus                                                             |
| hippo-            | G ἵππος         | Pferd            | Seepferdchen, Hippocampus; Kleine Hufeisennase, Rhinolophus hipposideros               |
| hirsutus, -a, -um | L               | haarig           | Behaartes Schaumkraut, Cardamine hirsuta                                               |
| homo              | L               | Mensch           | Mensch, Homo sapiens; Neandertaler, Homo neanderthalensis                              |
| hortensis         | L               | Garten-          | Orpheusgrasmücke, Sylvia hortensis                                                     |
| hydro-            | G ὕδωρ, ὑδρο-   | Wasser           | Wasserreh, Hydropotes inermis                                                          |
| hyper-            | G ὑπέρ          | über             | Echtes Johanniskraut, Hypericum perforatum                                             |
| hypo-, hyp-       | G ὑπό           | unter            | Zebra-Harnischwels, Hypancistrus zebra; Gewöhnliches Ferkelkraut, Hypochoeris radicata |

### I
| Wort             | Herkunft | Bedeutung | Beispiele                         |
| ---------------- | -------- | --------- | --------------------------------- |
| indicus, -a, -um | L        | indisch   | Schabrackentapir, Tapirus indicus |

### L
| Wort              | Herkunft | Bedeutung          | Beispiele                                      |
| ----------------- | -------- | ------------------ | ---------------------------------------------- |
| lateralis, -e     | L        | seitlich           | Schwarzpfoten-Felskänguru, Petrogale lateralis |
| leuco-            | G λευκός | weiß               | Weißflügelseeschwalbe, Chlidonias leucopterus  |
| lineatus, -a, -um | L        | liniert, gestreift | Kartoffelkäfer, Leptinotarsa decemlineata      |
| luteus, -a, -um   | L        | gelb, goldgelb     | Gelbe Wicke, Vicia lutea                       |

### M
| Wort                                   | Herkunft  | Bedeutung       | Beispiele                                       |
| -------------------------------------- | --------- | --------------- | ----------------------------------------------- |
| macro-                                 | G μακρός  | lang, groß      | Ferocactus macrodiscus                          |
| macularius, -a, -um maculatus, -a, -um | L         | gefleckt        | Drosseluferläufer, Actitis macularius           |
| major                                  | L         | größer          | Kohlmeise, Parus major                          |
| malabaricus, -a, -um                   | L         | aus Malabar     |                                                 |
| mauro-                                 | G μαυρο-  | dunkel, schwarz |                                                 |
| maximus, -a, -um                       | L         | größter         | Königsseeschwalbe, Sterna maxima                |
| megas                                  | G μέγας   | groß            | Megalodon, Carcharodon megalodon                |
| melano-                                | G μέλανος | schwarz         | Schwarzbrauenalbatros, Thalassarche melanophris |
| micro-                                 | G         | klein           | Epithelantha micromeris                         |
| minimus, -a, -um                       | L         | kleinster       | Gartentyrann, Empidonax minimus                 |
| minor                                  | L         | kleiner         | Bindenfregattvogel, Fregata minor               |
| mono-                                  | G μονο-   | einfach         |                                                 |
| montanus, -a, -um                      | L         | Berg-           | Feldsperling, Passer montanus                   |
| morpho-                                | G μορφο-  | Form            |                                                 |
| mys                                    | G μῦς     | Maus            | Phoberomys und Telicomys, siehe Dinomyidae      |

### N
| Wort               | Herkunft | Bedeutung                   | Beispiele                                      |
| ------------------ | -------- | --------------------------- | ---------------------------------------------- |
| nanus, -a, -um     | G νάνος  | Zwerg                       | Ananas nanus                                   |
| nodosus, -a, -um   | L        | knotig, knotenartig         | Knotige Braunwurz, Scrophularia nodosa         |
| notho-             | G νόθος  | falsch, Bastard-, Schein-   | Scheinbuchen, Nothofagus (Gattung)             |
| notos              | G νότος  | südlich                     | Australische Hüpfmäuse, Notomys (Gattung)      |
| novaehollandiae    | L        | aus Neuholland (Australien) | Großer Emu, Dromaius novaehollandiae           |
| novaeseelandiae    | L        | aus Neuseeland              | Neuseeland-Kuckuckskauz, Ninox novaeseelandiae |
| noveboracensis, -e | L        | aus New York                | Uferwaldsänger, Seiurus noveboracensis         |
| novem              | L        | 9                           |                                                |

### O
| Wort               | Herkunft      | Bedeutung               | Beispiele                                                                              |
| ------------------ | ------------- | ----------------------- | -------------------------------------------------------------------------------------- |
| obscurus, -a, -um  | L             | dunkel                  | Schwarzdelfin, Lagenorhynchus obscurus                                                 |
| occidentalis, -e   | L             | westlich, abendländisch | Abendländischer Lebensbaum, Thuja occidentalis                                         |
| oceanicus, -a, -um | G Ὠκεανός     | Meeres-, See-           | Posidonia oceanica                                                                     |
| octo-, octa-       | G             | 8                       |                                                                                        |
| -odon, odonto-     | G οδων, οδους | Zahn                    | Megalodon, Carcharodon megalodon; Herbst-Löwenzahn, Leontodon autumnale                |
| odoratus, -a, -um  | L             | wohlriechend, duftend   | Waldmeister, Galium odoratum; Gewöhnliches Ruchgras, Anthoxanthum odoratum             |
| oeos-              | G             | rohrförmig              | Oesophagostomum, Oesophagostomum bifurcum                                              |
| officinalis, -e    | L             | arzneilich; medizinisch | Rosmarin, Rosmarinus officinalis                                                       |
| oleum              | L             | Öl                      | Leuchtender Ölbaumpilz, Omphalotus olearius                                            |
| ops                | G ὤψ          | Gesicht                 | Triceratops („Dreihorngesicht“)                                                        |
| opsis              | G ὄψις        | Gesicht, Aussehen       | Karolinasittich, Conuropsis carolinensis                                               |
| orientalis, -e     | L             | östlich, morgenländisch | Gemeine Küchenschabe, Blatta orientalis; Morgenländischer Lebensbaum, Thuja orientalis |
| ortho-             | G ὀρθο-       | gerade, aufrecht        | Orthoptera                                                                             |

### P
| Wort               | Herkunft         | Bedeutung                         | Beispiele |
| ------------------ | ---------------- | --------------------------------- | --- |
| pachy-             | G παχύς, παχυ-   | dick, breit; kräftig              | Pachycephalosaurus |
| palustris, -e      | L                | Sumpf-                            | Sumpfkrokodil, Crocodylus palustris; Sumpf-Vergissmeinnicht, Myosotis palustris                                         |
| pan-, panto-       | G πάν, παντός    | alle(s), ganz                     | Pantopoda |
| parvus, -a, -um    | L                | klein                             | Bergbilchbeutler, Burramys parvus                                                                                       |
| pedi-              | L pes, pedis     | Fuß                               | Königin-Frauenschuh, Cypripedium reginae                                                                                |
| pelag-             | G πέλαγος        | offenes Meer                      | |
| penn-              | L penna          | Feder                             | Riesenalk, Pinguinus impennis                                                                                           |
| pennatus, -a, -um  | L                | geflügelt                         | Zwergadler, Aquila pennata                                                                                              |
| penta-             | G                | 5                                 | |
| perennis, -e       | L von annus Jahr | ganzjährig; ausdauernd, beständig | Ausdauernder Knäuel, Scleranthus perennis; Ausdauernder Lein, Linum perenne; Gänseblümchen, Bellis perennis             |
| petra              | G πέτρα          | Fels, Stein                       | |
| phyll-             | G φύλλον         | Blatt                             | Vielblättrige Lupine, Lupinus polyphyllus                                                                               |
| physi-             | G φύσις          | Natur                             | |
| phyt-              | G φυτόν          | Pflanze                           | Astrophytum (Kakteengattung)                                                                                            |
| platy-             | G πλατύς, πλατυ- | flach, breit                      | Anatolische Forelle, Salmo platycephalus                                                                                |
| poly-              | G πολύς, πολυ-   | viel                              | Vogelknöterich, Polygonum aviculare                                                                                     |
| pratensis, -e      | L                | Wiesen-                           | Wiesen-Fuchsschwanz, Alopecurus pratensis; Wiesen-Klee, Trifolium pratense                                              |
| proto-             | G πρῶτος         | erster                            | Proton, Protozoa |
| pter-              | G πτερόν         | Feder, Flügel                     | Weißflügelseeschwalbe, Chlidonias leucopterus                                                                           |
| pubescens          | L                | heranwachsend; flaumig            | Flaumeiche, Quercus pubescens                                                                                           |
| pumilus, -a, -um   | L                | zwergig, Zwerg-                   | Zwerg-Schwertlilie, Iris pumila                                                                                         |
| punctatus, -a, -um | L                | gepunktet                         | Dreizehnpunkt-Marienkäfer, Hippodamia tredecimpunctata                                                                  |
| purpureus, -a, -um | L                | purpurrot                         | Purpurrote Taubnessel, Lamium purpureum; Purpur-Storchschnabel, Geranium purpureum; Purpur-Knabenkraut, Orchis purpurea |

### R
| Wort                             | Herkunft     | Bedeutung                                               | Beispiele                                                                      |
| -------------------------------- | ------------ | ------------------------------------------------------- | ------------------------------------------------------------------------------ |
| repandus, -a, -um                | L            | aufwärts gekrümmt                                       | Semmelstoppelpilz, Hydnum repandum                                             |
| repens                           | L            | 1. kriechend (rēpens) 2. plötzlich, unerwartet (rĕpens) | Kriechender Hahnenfuß, Ranunculus repens; Weiß-Klee, Trifolium repens          |
| reptans                          | L            | kriechend                                               | Kriechendes Fingerkraut, Potentilla reptans; Kriechender Günsel, Ajuga reptans |
| reptilis, -e                     | L            | kriechend                                               | Kriechtiere, Reptilia                                                          |
| rhis, rhinos                     | G ῥις, ῥινός | Nase                                                    | Goldene Rundblattnase, Rhinonicteris aurantia                                  |
| rhiza                            | G ῥίζα       | Wurzel                                                  | Knöllchenbakterien, Rhizobiaceae                                               |
| rhynchos                         | G ῥύγχος     | Schnabel, Schnauze                                      | Stockente, Anas platyrhynchos                                                  |
| rhyti-                           | G ῥυτῖς      | faltig, runzlig                                         | Große Kranzmoos, Rhytidiadelphus triquetrus; Rhytidodon                        |
| rostrum                          | L            | Schnabel, Schnauze, Rüssel                              | Fichtenkreuzschnabel, Loxia curvirostra                                        |
| rostralis, -e rostratus, -a, -um | L            | geschnäbelt                                             | Hopfenschnabeleule, Hypena rostralis                                           |
| ruber, rubra, -um                | L            | rot                                                     | Rote Spornblume, Centranthus ruber; Rot-Ahorn, Acer rubrum                     |
| rufus, -a, -um                   | L            | rötlich, rot                                            | Rotwolf, Canis rufus                                                           |

### S
| Wort                                                 | Herkunft | Bedeutung                       | Beispiele                                                            |
| ---------------------------------------------------- | -------- | ------------------------------- | -------------------------------------------------------------------- |
| sanguis                                              | L        | Blut                            | Kanadische Blutwurz, Sanguinaria canadensis                          |
| sapiens                                              | L        | weise                           | Homo sapiens („weiser Mensch“)                                       |
| sativus, -a, -um                                     | L        | ausgesät, d. h. kultiviert      | Erbse, Pisum sativum                                                 |
| saura                                                | G σαύρα  | Eidechse                        | Lanzenfische, Alepisaurus; Maiasaura (Dinosaurier)                   |
| sempervirens                                         | L        | immergrün                       | Gewöhnlicher Buchsbaum Buxus sempervirens                            |
| septem                                               | L        | 7                               | Nordischer Streifenfarn Asplenium septentrionale                     |
| silvester, silvestris, silvestre                     | L        | aus dem Wald; wild              | Wildkatze, Felis silvestris                                          |
| sinensis, -e                                         | L        | aus China                       | Tee (Pflanze), Camellia sinensis                                     |
| speciosus, -a, -um                                   | L        | schön, wohlgestaltet; täuschend | Königinblume, Lagerstroemia speciosa; Pracht-Lilie, Lilium speciosum |
| sperma                                               | G σπέρμα | Samen                           | Parodia microsperma                                                  |
| sphen-                                               | G σφήν   | Keil                            | Brückenechsen, Sphenodon punctatus                                   |
| stoma                                                | G στόμα  | Mund, Öffnung                   |                                                                      |
| striatus, -a, -um                                    | L        | gestreift                       | Mangrovereiher, Butorides striatus                                   |
| suchos                                               | G        | Krokodil (aus dem Ägyptischen)  | Eusuchia, siehe Krokodile; Koolasuchus, siehe Temnospondyli          |
| sylvester, sylvestris, sylvestre sylvaticus, -a, -um | L        | aus dem Wald                    | Wald-Wicke, Vicia sylvatica; Wiesenkerbel, Anthriscus sylvestris     |

### T
| Wort                    | Herkunft            | Bedeutung           | Beispiele                          |
| ----------------------- | ------------------- | ------------------- | ---------------------------------- |
| tardus, -a, -um; tardi- | L                   | langsam; spät       |                                    |
| tele-, tel-             | G τῆλε              | weit entfernt       | Waratah, Telopea speciosissima     |
| tenuis, -e              | L                   | dünn, schlank, eng  |                                    |
| tetra-                  | G                   | 4                   |                                    |
| tinctorius, -a, -um     | L                   | zum Färben geeignet | Färberwaid, Isatis tinctoria       |
| tomentosus, -a, -um     | L                   | pelzig              | Kalanchoe tomentosa                |
| tredecim                | L                   | 13                  |                                    |
| tres, tris, tri-        | L, G                | 3                   |                                    |
| thrix, trich-           | G θρίξ, Gen. τριχός | Haar                |                                    |
| triquetrus, -a, -um     | L                   | dreieckig           | Glöckchen-Lauch, Allium triquetrum |

### U
| Wort  | Herkunft | Bedeutung | Beispiele                                                   |
| ----- | -------- | --------- | ----------------------------------------------------------- |
| unus  | L        | 1         |                                                             |
| urens | L        | brennend  | Kleine Brennnessel, Urtica urens; Brennpalme, Caryota urens |

### V
| Wort                              | Herkunft | Bedeutung                    | Beispiele                                                                      |
| --------------------------------- | -------- | ---------------------------- | ------------------------------------------------------------------------------ |
| variabilis, -e                    | L        | veränderlich, unbeständig    |                                                                                |
| variegatus, -a, -um               | L        | verschiedenfarbig            | Kroton (Pflanze), Codiaeum variegatum                                          |
| velox, veloci-                    | L        | schnell                      | Kitfuchs, Vulpes velox; Velociraptor                                           |
| ventralis, -e                     | L        | Bauch-                       | Hispaniolaamazone, Amazona ventralis                                           |
| vernus, -a, -um vernalis, -is, -e | L        | Frühlings-                   | Frühlings-Enzian, Gentiana verna; Frühlings-Adonisröschen, Adonis vernalis     |
| verrucosus, -a, -um               | L        | warzig                       | Javanisches Pustelschwein, Sus verrucosus                                      |
| verus, -a, -um                    | L        | echt, wahr                   | Echte Aloe, Aloe vera; Echtes Labkraut, Galium verum                           |
| villosus, -a, -um                 | L        | zottig, haarig               | Haarspecht, Picoides villosus; Zottige Wicke, Vicia villosa                    |
| viridis, -e                       | L        | grün                         | Grün-Erle, Alnus viridis; Grüne Hohlzunge, Coeloglossum viride                 |
| virosus, -a, -um                  | L        | giftig                       | Gift-Lattich, Lactuca virosa; Wasserschierling, Cicuta virosa                  |
| volans                            | L        | fliegend                     | Neuweltliche Gleithörnchen, Glaucomys volans                                   |
| vulgaris, -e                      | L        | gewöhnlich, gemein, geläufig | Gewöhnlicher Krake, Octopus vulgaris; Gewöhnlicher Liguster, Ligustrum vulgare |

### W, X, Y, Z
| Wort    | Herkunft | Bedeutung         | Beispiele                            |
| ------- | -------- | ----------------- | ------------------------------------ |
| xantho- | G ξανθός | gelb              | Karbolegerling, Agaricus xanthoderma |
| zygos   | G ζυγός  | verbunden; paarig | Zygoptera                            |